# Gliocladium viride
Gliocladium viride är en svampart som beskrevs av Matr. 1893. Gliocladium viride ingår i släktet Gliocladium och familjen Hypocreaceae.   Inga underarter finns listade i Catalogue of Life.